# Fazenda Vargem Grande
Fazenda Vargem Grande é uma fazenda fundada no ano de 1837 no munícipio de Areias, cidade localizada no interior do estado de São Paulo.

## História

### Fundação e decadência
A construção da sede da fazenda data o ano de 1837, quando o Brasil vivia sobre o sistema monárquico, neste momento em especial sob o comando de Dom Pedro II, que ficou marcado nos anais da história brasileira como Brasil Império.
A fazenda fez parte das propriedades cafeicultoras que atuaram no auge do ciclo cafeeiro no Vale do Paraíba, que durante muitas décadas foi responsável por boa parte da produção de café do mundo todo. Com a Proclamação da República do país em 1889, boa parte da produção cafeeira que boa parte era produzida no Vale da Paraíba passou a ser plantada no Oeste Paulista, área que abrange de Campinas à Rio Claro. Devido a inúmeros como fatores como terras esgotadas, o declínio da mão de obra escrava no país e um atraso de infraestrutura fizeram com que a área do Vale do Paraíba como um todo entrarem em decadência, incluindo a Fazenda Vargem Grande.

### Ressurgimento
No ano de 1973, a propriedade foi comprada por Clemente Fagundes Gomes que fez um estudo minucioso com fotos e documentos sobre como era a configuração original das propriedades da fazenda, visando garantir um resgate da memória da fazenda e garantindo uma conservação histórica do local.
Além da reforma, a fazenda ganhou um jardim projetado pelo paisagista, Roberto Burle Marx, um dos mais conceituados do país.

### Atualidade
Atualmente, a fazenda é dedicada ao turismo histórico e arquitetônico, sendo um hotel fazenda. A propriedade conta com inúmeros quartos, visitações guiadas, passeios a cavalos e uma série de outras atrações.

## Jardim de Burle Marx
Com a reforma anteriormente citada encomendada por Clemente Fagundes Gomes, Burle Marx, foi o paisagista convidado para cuidar da implementação de um jardim moderno na propriedade.
O projeto engloba várias facetas de um jardim moderno e conta com números de expressão para descrever o jardim, já que conta com três níveis e cinco espelhos d’água. O jardim ainda possui esculturas de pedra, dezenove quedas d’água e duas piscinas.
A construção do jardim é considerada uma das grandes obras de Roberto Burle Marx.

## Na cultura popular
Foi usada como cenário, do filme Memórias Póstumas baseado na obra machadiana Memórias Póstumas de Brás Cubas lançada no ano de 2001, com direção de André Klotzel e protagonizada por Reginaldo Faria.
A fazenda recebeu a visita do ator Leopoldo Pacheco e sua esposa Bel Gomes, no programa Casa Brasileira do canal de televisão a cabo, GNT.